# Ciencia de la información geográfica

Mapamundi de Abraham Ortelius, Typus Orbis Terrarum, 1572.

La ciencia de la información geográfica (por sus siglas en inglés: GIScience o GISc) también conocida como ciencia de la geoinformación, es una disciplina científica que se ubica en el cruce de caminos entre la ciencia computacional, las ciencias sociales y las ciencias naturales.

## Campo
La ciencia de la información geográfica estudia la información geográfica, incluida la forma en que se representan los fenómenos en el mundo real, la forma en que los humanos entienden el mundo, y cómo puede todo ello ser capturado, organizado y analizado. Es un subcampo de la geografía, en particular, hace parte de la geografía técnica con aplicaciones tanto en la geografía física como en la geografía humana, aunque sus métodos se pueden aplicar a diversos campos de estudio así como a muy diferentes industrias.
Como campo de estudio o profesión, debe contrastarse con los sistemas de información geográfica (GIS), que es donde se almacenan los datos geoespaciales, las herramientas de software para llevar a cabo tareas pertinentes, así como la profesionalización de los usuarios de los GIS. En este orden de ideas, uno de los principales objetivos de la GIScience es encontrar formas prácticas de mejorar los datos, el software y la práctica profesional GIS, centrándose en cómo se aplican los GIS en la vida real, en lugar de solo ser una herramienta más del sistema de información geográfica en sí mismo. Este campo del conocimiento, en ocasiones, también es llamado: ciencia de la información geográfica.

## Antecedentes
El geógrafo británico Michael Goodchild definió esta área del conocimiento en la década de 1990, considerando que los tres principales puntos de intereses de ella son: en el análisis espacial, la visualización y la representación de la incertidumbre. La GIScience está relacionada conceptualmente con la geomática, la ciencia de la información, la informática y la ciencia de datos, pero reclama un estatus propio de disciplina científica independiente.
Algunas de las disciplinas superpuestas son la geocomputación, la geoinformática, la geomática y lageovisualización, todas las cuales caen en la rama geográfica de la geografía técnica. Otros términos relacionados son "ciencia de datos geográficos", por la ciencia de datos, y "ciencia y tecnología de la información geográfica", en inglés: geographic information science and technology o GISci&T. Algunos de los títulos que se otorgan a los profesionales especializados en la materia, y que se encuentran ya catalogados en el mundo del trabajo son los de: científicos en información geoespacial y tecnólogos en información geoespacial.

## Definiciones
Desde sus inicios en la década de 1990, los límites entre la ciencia GIS y las disciplinas afines están en disputa, y diferentes comunidades pueden estar en desacuerdo sobre qué es la ciencia GIS y qué es lo que ésta estudia. En particular, Goodchild afirmó que "la ciencia de la información se puede definir como el estudio sistemático de acuerdo con principios científicos de la naturaleza y las propiedades de la información. La ciencia de la información geográfica es el subconjunto de la ciencia de la información que trata sobre la información geográfica". Otra definición influyente es la del científico de información geográfica David Mark, quien establece que:
La Ciencia de la Información Geográfica (GIScience) es el campo de investigación básico que busca redefinir los conceptos geográficos y su uso en el contexto de los sistemas de información geográfica. GIScience también examina los impactos de los GIS en los individuos y la sociedad, y las influencias de la sociedad en los GIS. GIScience reexamina algunos de los temas más fundamentales en los campos tradicionales orientados espacialmente, como la geografía, la cartografía y la geodesia, al tiempo que incorpora desarrollos más recientes en ciencias cognitivas y de la información. También se superpone y se basa en campos de investigación más especializados, como informática, estadística, matemáticas y psicología, y contribuye al progreso en esos campos. Apoya la investigación en ciencias políticas y antropología, y se basa en esos campos en estudios de información geográfica y sociedad.
En 2009, el profesor Michael Goodchild resumió la historia del desarrollo de los GIS como ciencia, así como los logros y los desafíos que tiene por delante como disciplina científica independiente.